# Henrry Huamán Fernández
Bonifacio Henrry Huamán Fernández (Huancavelica, 17 de febrero de 1993) es un artista plástico peruano que ha desarrollado obras de temática principalmente indigenista, desde la naturaleza andina hasta la cultura amerindia. En 2016 obtuvo el primer puesto en el 44 Salón Nacional de Acuarela ICPNA, organizado por el Instituto Cultural Peruano Norteamericano.

## Biografía

### Infancia y juventud
Bonifacio Henrry Huamán Fernández nace el 17 de febrero de 1993 en la comunidad campesina de Antaymisa, distrito de Acoria, región de Huancavelica, Perú. Realizó sus estudios primarios en la I. E. n° 36081 de Antaymisa, en Acoria. Viaja a Lima donde cursa la secundaria en el colegio "Raúl Porras Barrenechea" del distrito de Ate. Retorna a Huancavelica y concluye sus estudios en el colegio "La Victoria de Ayacucho". Gracias al impulso de sus maestros, y concursos de dibujo y pintura en los que participó durante su formación básica, decide estudiar artes plásticas.

### Trayectoria artística
Entre 2012 y 2016 se forma en la carrera de Artista Profesional con especialidad en Pintura en la Escuela Superior de Formación Artística Pública “Felipe Guamán Poma de Ayala” de Ayacucho. Desde 2019, desarrolla talleres de dibujo y pintura en Antaymisa y Huancavelica. Cuenta con cinco exposiciones individuales hasta la fecha y una amplia participación en concursos y exhibiciones de pintura y acuarela a nivel regional, nacional e internacional.

### Reconocimientos
En 2010, a los 17 años, obtuvo el 2°Puesto en los Juegos Florales Interescolares de Huancavelica, y desde ahí hasta la fecha, su obra ha sido finalista, acreedora de menciones honrosas y primeros puestos en distintos concursos. Finalista en el 43 Salón Nacional de Acuarela ICPNA (2015), la Bienal Internacional de Acuarela de Bolivia (octubre, 2017) y la X Bienal Internacional de Acuarela Viña del Mar - Chile (septiembre, 2017).
En noviembre de 2016, a la edad de 23 años, obtiene el primer puesto en el 44 Salón Nacional de Acuarela ICPNA con su obra ¿Sueños y pesadillas? Injusticia en Huayanay. En 2018, ganó el primer puesto en el Concurso Nacional de Pintura Rápida Kimbiri, en Cuzco.

## Obra[4]

### Características de su obra
En su producción pictórica predomina el uso del óleo y tierras de colores, sin embargo, está en una constante búsqueda de materiales no tradicionales. También ha realizado murales donde se resalta su paleta vibrante y la monumentalidad de sus formas. Asimismo, presenta obras donde explora la técnica artística del collage.
Sus personajes y temas son de tendencia realista y social, aunque también hay obras con influencia surrealista. Sus principales obras representan el universo andino con sus costumbres, valores e injusticias presentes en la sociedad peruana del siglo XXI.
Los paisajes en sus obras son de lugares propios de su comunidad y de otros departamentos del Perú. Utiliza una pincelada rápida, al estilo impresionista, para plasmar lo natural. Además de su valor artístico, sus obras destacan por su valor testimonial por las tradiciones y hechos históricos representados en ellos.

### Temática de su obra
Henrry Huamán Fernández toma de referencia el mundo natural que lo rodea y a las escenas costumbristas pertenecientes de la comunidad campesina de Antaymisa (Acoria, Huancavelica), con ello refleja la realidad que se vive en el día a día y la necesidad de plasmar las vivencias de su tierra natal en el arte. Como lo menciona el historiador de arte Luis Ramírez León:
Así, se inclinó por la representación verista del paisaje natural y urbano andino; asimismo, comenzó a inspirarse en escenas y tipos humanos de estilo realista combinados con motivos extraídos del arte popular huancavelicano dispuestos, a modo de marcos, como los tejidos del pueblo Chopcca al que pertenece su comunidad, o reminiscencias del arte del mate burilado.
También desarrolla temas surrealistas vinculados con la cosmovisión andina de su entorno y del contexto social al cual pertenece el artista. Según Ramírez:
Finalmente, el artista Bonifacio Huamán en los últimos años ha ingresado a una distorsión formal del paisaje urbano que lo acerca a una simbología con rasgos surrealistas o a un realismo mágico, a lo profundo del mundo mítico andino.
Sus obras exploran de esta manera el universo andino y representan, a través de sus diferentes temas, el arraigo y la profunda identidad del artista con su sociedad, en ocasiones teñida de ciertos sinsabores causados por las desigualdades sociales y en otras la admiración profunda por la cultura ancestral que lo vio nacer.

## Exhibiciones

### Muestras individuales
- 2020 Exposición virtual "Tradiciones y Colores". Colectivo Rimay Cultural, Perú.
- 2018 “llimpispa urqun purikuq”. Centro Cultural de Antaymisa, Huancavelica, Perú.
- 2017 “La tierra te llama, te susurra y te grita”. Acoria, Huancavelica, Perú.
- 2017 “La tierra te llama, te susurra y te grita”. Huancayo, Ayacucho, Perú.
- 2016 “Vivencias y costumbres de mi tierra”. Dirección Desconcentrada de Cultura de Huancavelica, Perú.

### Exposiciones colectivas
- 2020 Exposición "Encuentros”. Ayacucho, Perú.
- 2019 “Exposición de Arte Huancavelicano”. Huancavelica, Perú.
- 2019 “I Salón Nacional de Egresados – Arte Contemporáneo”. Ayacucho, Perú.
- 2019 IV Exposición Colectiva “Vivencias ayacuchanas”. Huancayo, Perú.
- 2019 III Exposición Colectiva “Vivencias ayacuchanas” Generación Bicentenario. Sociedad de Artistas. Lima, Perú.
- 2019 “Exposición colectiva FITEHUA – Chaupimayo”. Huancavelica, Perú.
- 2018 “Exposición Artística por Semana Santa en Huamanga”. Ayacucho, Perú.
- 2018 III Festival de Cine “FITEHUA XIV”. Huancavelica, Perú.
- 2018 “llaqtallanchikrayku”. Lima, Perú.
- 2017 Festival de poesía de Huancavelica “Lenguas del mercurio”. Huancavelica, Perú.
- 2017 “Vicente Montes Cuchula”. Lima, Perú.
- 2017 I Concurso de Pintura Rápida “San Juan Mesías''. Lima, Perú.
- 2017 III Concurso de Pintura Rápida “Santa Rosa de Lima”. Lima, Perú.
- 2017 “Exposición artística por Semana Santa en Huamanga”. Ayacucho, Perú.
- 2017 “'Pachamama sutinpi quñunakusun”. Huancavelica, Perú.
- 2017 “Piedras y colores Saccsamarca”. Huancavelica, Perú.
- 2017 I Bienal internacional de la Acuarela Kipus. Bolivia.
- 2017 X Bienal internacional de Acuarela Viña del Mar. Santiago de Chile, Chile.
- 2016 44 Salón Nacional de Acuarela ICPNA. Lima, Perú.
- 2016 I Edición Regional de Acuarela Jóvenes Valores. Ayacucho, Perú.
- 2016 “Corredor andino”. Cuzco, Perú.
- 2016 I Concurso de pintura “Paz y Reconciliación”. Huancayo, Perú.
- 2016 I Concurso de Dibujo y Pintura “Nuevas Visiones”. Lima, Perú.
- 2015 III Exposición pictórica “Once”. Ayacucho, Perú.
- 2015 43 Salón Nacional de Acuarela ICPNA. Lima, Perú.
- 2015 II Encuentro Nacional de Pintura Rápida "Pintando nuestra Huamanga”. Ayacucho, Perú.
- 2015 I Bienal Nacional de Pintura. Ayacucho, Perú.
- 2014 I Encuentro Nacional de Pintura Rápida "Pintando nuestra Huamanga”. Ayacucho, Perú.
- 2014 Feria de Artes "Katari”. Ayacucho, Perú.
- 2014 “Trazos de Sofía”. Ayacucho, Perú.
- 2013 Exposición Colectiva por el Aniversario de la ESFAP "Felipe Guamán Poma de Ayala" de Ayacucho. Ayacucho, Perú.